# Thermopülai csata (1941)
Az 1941-es thermopülai csata a Görögország elleni német invázió része volt. A csatát a németek nyerték, ennek következményeként az utolsó szövetséges csapatok is elhagyták a görög szárazföldet, és áthajóztak Kréta szigetére.

## A csata
A német csapatok Görögországot április 6-án támadták meg. A szövetségesek természetesen a görögök segítségére siettek, de miután Bulgária is megtámadta Görögországot, az ország sorsa megpecsételődött. A német-olasz-bolgár csapatok gyors ütemben haladtak előre dél felé.
A szövetséges csapatok kénytelenek voltak visszavonulni a németek elől egészen a Thermopülai-szorosig. Itt azonban az ausztrál - új-zélandi csapatok megkísérelték tartani a szorost, amíg a sereg többi részét evakuálják Kréta szigetére. Bernard Freyberg tábornok kiadta a parancsot a csatára való felkészülésre, majd a hadtestek elfoglalták állásaikat. A német támadás április 24-én indult. A szövetségesek megsemmisítettek 15 német harckocsit, de nem tudtak hosszú ideig ellenállni a Wehrmacht rohamának, már egy nap elteltével vissza kellett vonulniuk. A visszavonulás sikeres volt, elérték a tengerpartot, ahonnan evakuálták őket.

## Fordítás
- Ez a szócikk részben vagy egészben  a   Battle of Thermopylae (1941) című angol Wikipédia-szócikk ezen változatának fordításán alapul.  Az eredeti cikk szerkesztőit annak laptörténete sorolja fel. Ez a jelzés csupán a megfogalmazás eredetét és a szerzői jogokat jelzi, nem szolgál a cikkben szereplő információk forrásmegjelöléseként.